# Харолд Соломон
Харолд Соломон (на английски: Harold Solomon) е американски тенисист. 

## Биография
Харолд Соломон е роден на 17 септември 1952 г. в Вашингтон, САЩ. Соломон е евреин. Израства в Силвър Спринг, Мериленд и посещава гимназия Спрингбрук, по-късно живее в Помпано Бийч, Флорида. Сега живее във Форт Лодърдейл, Флорида със съпругата си Джен, имат дъщеря Рейчъл и син Джеси.

## Кариера
Харолд Соломон постига най-високо класиране в ранглистата на АТР, до номер 5 на сингъл, през 1980 г., и до номер 4 на двойки, през 1976 г. През кариерата си печели 22 титли на сингъл.
Харолд Соломон е въведен в Залата на славата на Междуколегиалната тенис асоциация (ITA), Залата на славата на Средноатлантическата секция на USTA, Спортната зала на славата на Вашингтон Ди Си и Международната еврейска спортна зала на славата.
Харолд Соломон е бил президент на Асоциацията на тенис професионалистите от 1980 до 1983 г., след което е в нейния борд на директорите.
Харолд Соломон става треньор от 1990 г., работи с Дженифър Каприати, Мери Джо Фернандес, Шахар Пеер, Джъстин Гимелстоб, Юджини Бушар, Али Кийк, Джим Курие, Моника Селеш, Анна Курникова и други. Негови играчи печелят турнири от Големия шлем и Олимпийските игри.
Той основава и ръководи тенис център Харолд Соломон, сега известен като Florida Tennis SBT Academy, във Форт Лодърдейл, Флорида.

## Кариерна статистика

#### Финали на турнири отГолям шлем(1)
| година | турнир      | съперник       | резултат           |
| ------ | ----------- | -------------- | ------------------ |
| 1976   | Ролан Гарос | Адриано Паната | 1–6, 4–6, 6–4, 6–7 |